# József Gelei
Dans le nom hongrois Gelei József, le nom de famille précède le prénom, mais cet article utilise l’ordre habituel en français József Gelei, où le prénom précède le nom.
József Gelei (né le 29 juin 1938 à Kunmadaras en Hongrie) est un joueur de football international hongrois, qui évoluait au poste de gardien de but, avant de devenir entraîneur.

## Biographie

### Carrière de joueur

#### Carrière en sélection
Avec l'équipe de Hongrie, il joue 11 matchs (pour aucun but inscrit) entre 1965 et 1966.
Il joue son premier match le 5 mai 1965 contre l'Angleterre et son dernier le 30 octobre 1966 face à l'Autriche.
Il figure dans le groupe des sélectionnés lors de la Coupe du monde de 1966. Lors du mondial, il joue 3 matchs : contre le Brésil, la Bulgarie et enfin l'Union soviétique.
Il participe également à l'Euro de 1964, ainsi qu'aux Jeux olympiques de 1964. Lors du tournoi olympique, il joue deux matchs et remporte la médaille d'or.

## Palmarès
| \| MTK Budapest - Championnat de Hongrie (1) : - Champion : 1957-58. \| \| Vasas SC - Championnat de Hongrie (1) : - Champion : 1961-62. \| |  | Hongrie - Jeux olympiques (1) : - Or : 1964.                  |
| MTK Budapest - Championnat de Hongrie (1) : - Champion : 1957-58.                                                                           |  | Vasas SC - Championnat de Hongrie (1) : - Champion : 1961-62. |